# Sōma Moritane
Sōma Moritane est un nom japonais traditionnel ; le nom de famille (ou le nom d'école), Sōma, précède donc le prénom (ou le nom d'artiste).
Sōma Moritane (相馬盛胤, 1529-1601) est un samouraï de l'époque Sengoku de l'histoire du Japon, chef à la 15e génération du clan Sōma. Personnage clé dans les combats qui ont lieu dans le nord du Japon, en particulier avec le clan Date, il est le père de Sōma Yoshitane.

## Source de la traduction
- (en) Cet article est partiellement ou en totalité issu de l’article de Wikipédia en anglais intitulé « Soma Moritane » (voir la liste des auteurs).